# Елеусов, Жанбек Акатович
Жанбек Акатович Елеусов (1925—1996) — Гвардии младший лейтенант Советской Армии, участник Великой Отечественной войны, Герой Советского Союза (1943).

## Биография
Жанбек Елеусов родился в 1925 году в селе Турата (ныне — Усть-Канский район Республики Алтай). Казах. Получил среднее образование, после чего работал в колхозе. В феврале 1943 года Елеусов был призван на службу в Рабоче-крестьянскую Красную Армию. Окончил полковую школу и был направлен на фронт Великой Отечественной войны, был пулемётчиком 25-го гвардейского стрелкового полка 6-й гвардейской стрелковой дивизии 60-й армии Центрального фронта. Отличился во время битвы за Днепр.
В ночь с 22 на 23 сентября 1943 года Елеусов одним из первых переправился через Днепр и принял активное участие в захвате плацдарма на его западном берегу. 29 сентября он переправился через Припять в районе села Плютовище Чернобыльского района Киевской области Украинской ССР и подавил несколько вражеских огневых точек.
Указом Президиума Верховного Совета СССР от 16 октября 1943 года гвардии красноармеец Жанбек Елеусов был удостоен высокого звания Героя Советского Союза с вручением ордена Ленина и медали «Золотая Звезда».
В 1946 году в звании гвардии младшего лейтенанта Елеусов был уволен в запас. Проживал в городе Джамбул. Умер 21 апреля 1996 года.

## Награды
Был также награждён орденом Отечественной войны 1-й степени и рядом медалей.
Так же был награждён как самый юный Герой Советского Союза. 